# Raveniola hebeinica
Raveniola hebeinica är en spindelart som beskrevs av Zhu, Zhang och Zhang 1999. Raveniola hebeinica ingår i släktet Raveniola och familjen Nemesiidae. Inga underarter finns listade i Catalogue of Life.